# Гайдукевич Остап Іванович
Остап Іванович Гайдукевич (21 листопада 1941, с. Волощина, Україна — 21 серпня 2020, Тернопіль) — український педагог, музикант, хоровий диригент. Заслужений працівник культури України (2006). Чоловік Ярослави Гайдукевич.

## Життєпис

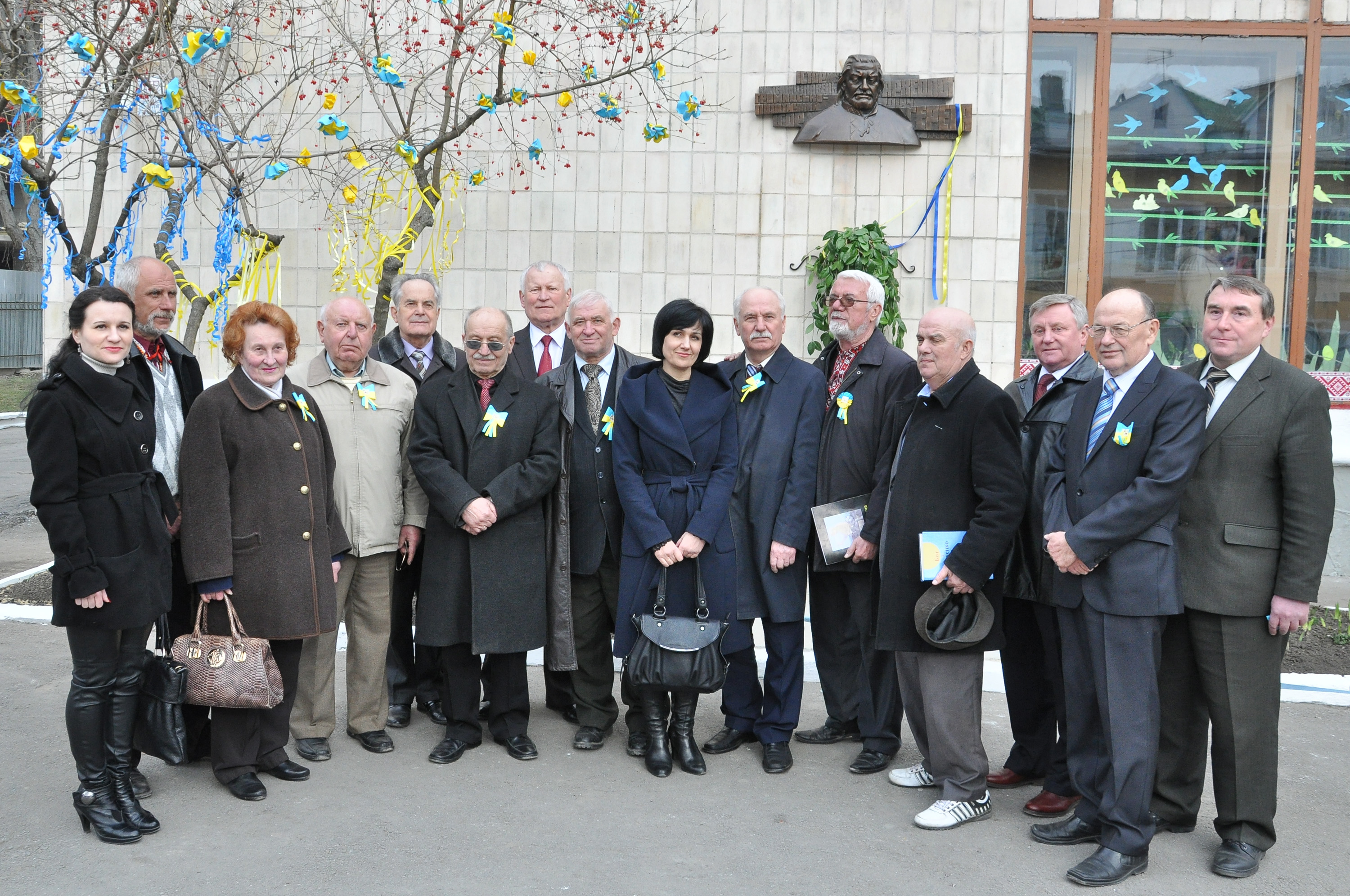
На відкритті пам'ятної дошки Ігореві Ґереті

Остап Іванович Гайдукевич народився 21 листопада 1941 року у Волощині, нині Тернопільського району Тернопільської області України.
Закінчив Теребовлянський культосвітній технікум (1960, нині вище училище культури), Тернопільське музичне училище, Київський інститут культури (нині Національний університет культури і мистецтв).
Працював директором Монастириського районного будинку культури, завучем районної музичної школи у смт Великих Бірках Тернопільського району, директор Микулинецької музичної школи Теребовлянського району (1979—1993).
Від 1993 року — директор Тернопільської обласної експериментальної комплексної школи мистецтв імені Ігоря Ґерети.
Очолював раду директорів шкіл естетичного виховання області. Понад 40 років популяризує українську та духовну пісню. Провадив церковний хор у родинному селі, організатор і керівник хорових колективів сіл Волощина та Привітне (нині Божиків) Бережанського.району.
Понад 12 років керував жіночим ансамблем і хором «Конар Лемковини» при Будинку культури с. Соборного Тернопільського району. Більше 15 р. — керівник народного хору «Медобори» у с. Конопківки Тернопільського району
Як виконавець і соліст брав діяльну участь у роботі Струсівської заслуженої капели бандуристів «Кобзар».

## Відзнаки
- «Людина року-2013» у Тернопільській області.[2]